# Brämaregårdens kyrka
Brämaregårdens kyrka, tidigare Brämaregårdens kapell, är en kyrkobyggnad som sedan 2010 tillhör Lundby församling (1961-2010 Brämaregårdens församling) i Göteborgs stift. Den ligger i stadsdelen Brämaregården i Göteborgs kommun.

## Kyrkobyggnaden
Kyrkobyggnaden invigdes 1925 efter ritningar av arkitekt Sigfrid Ericson. Förutom kyrkan finns en före detta prästgård och ett församlingshem, som är sammanbyggt med kyrkan. 
Byggnaden är i nyklassicistisk stil och har en stomme av trä och fasader klädda med locklistpanel. Den vilar på en ganska hög sockel som är spritputsad och gråfärgad. Kyrksalen har sitt kor i väster och ett lågt torn i öster, med två klockor. Interiören är välbevarad sedan byggnadstiden, trots en ombyggnad som skedde 1965-1966. Då installerades en ny orgel och vapenhuset omdisponerades. En ytterligare restaurering och ombyggnad genomfördes 1999-2000.

## Inventarier
Utsmyckningen är utformad av bildhuggaren Johan Björck och konstnärerna Fritiof Svensson och Joël Mila.
- Dopfunten är snidad i trä av Johan Björck efter ritningar av Sigfrid Ericson. Funten är målad av Joel Mattson och är marmorerad i rosa, svart och grönt med detaljer i förgyllning, rött och vitt. Cuppan är åttasidig och vilar på en fyrsidig fot. Den täcks av ett åttasidigt välvt lock med en skulpterad knopp. Tillhörande dopskål i silver är tillverkad 1931.
- Predikstolen är byggd av snickarmästare Harald Pettersson efter ritningar av Sigfrid Ericson. Dekorationer är snidade av Johan Björck och måleriet är utfört av Joël Mila. Predikstolen är åttakantig och består av korg och ljudtak och är marmorerad i olika nyanser, främst rosa, svart och vitt med detaljer i förgyllning, rött och grönt.

## Orgel
Orgeln är mekanisk och tillverkad 1966 av Lindegren Orgelbyggeri AB. Den har 24 stämmor fördelade på två manualer och pedal. Föregående orgel var byggd 1927 av samma firma.
| Ryggpositiv (I) C-g3 | Huvudverk (II) C-g3  | Pedalverk (P) C-f1 | Koppel |
| Gedackt 8'           | Principal 8' (fasad) | Subbas 16'         | I/P    |
| Principal 4'         | Inom svällskåp:      | Oktavbas 8'        | II/P   |
| Rörflöjt 4'          | Rörflöjt 8'          | Borduna 8'         | I/II   |
| Valdflöjt 2'         | Oktava 4'            | Gedacktpommer 2'   |        |
| Larigot 1 1⁄3'       | Flöjt 4'             | Pedalmixtur 4 kor  |        |
| Oktava 1'            | Kvinta 2 2⁄3'        | Fagott 16'         |        |
| Cymbel 2 kor         | Oktava 2'            | Skalmeja 4'        |        |
| Regal 8'             | Ters 1 3⁄5'          |                    |        |
| Tremulant            | Mixtur 3 kor         |                    |        |
|                      | Trumpet 8'           |                    |        |

## Bildgalleri

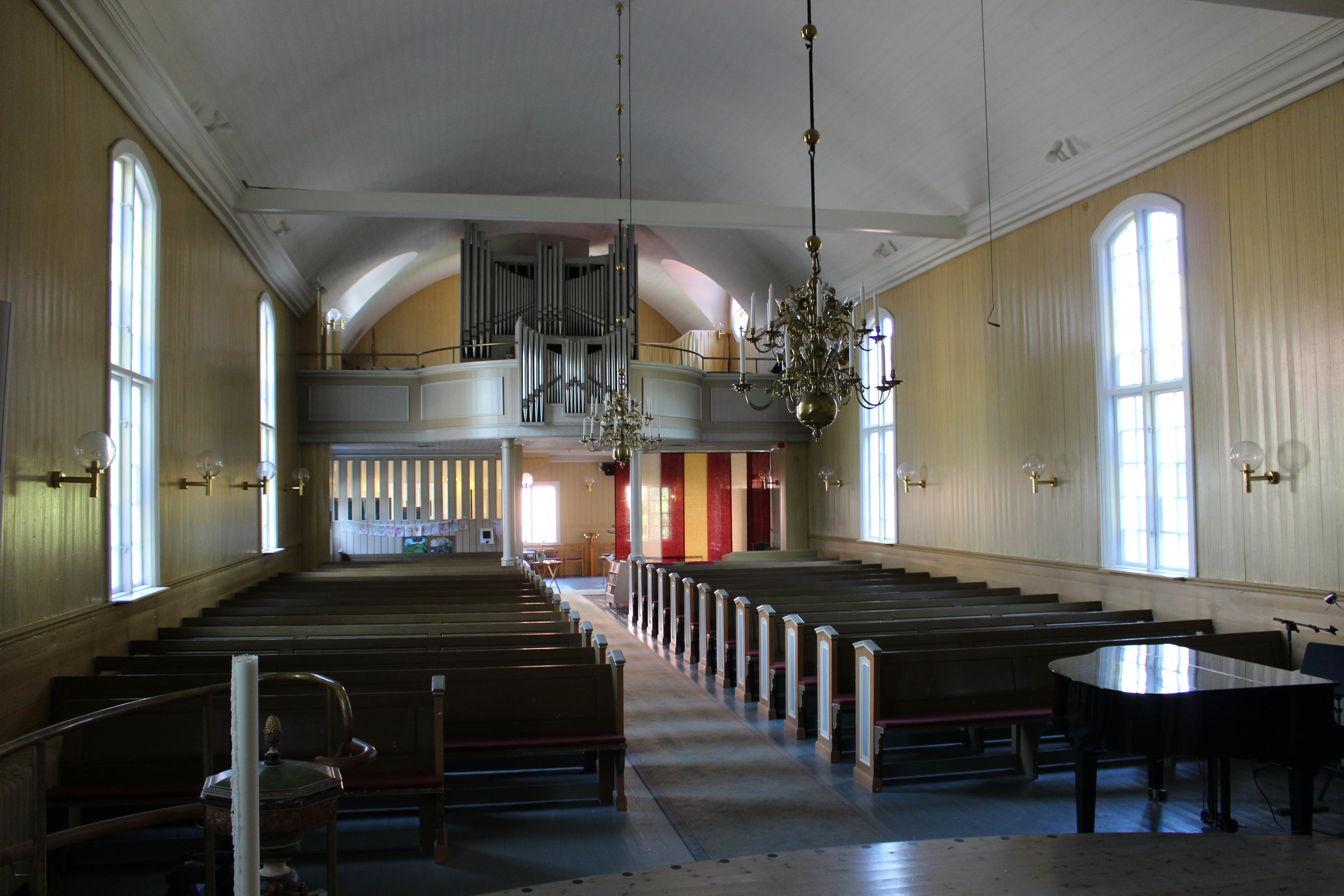
Kyrkorum mot orgelläktare
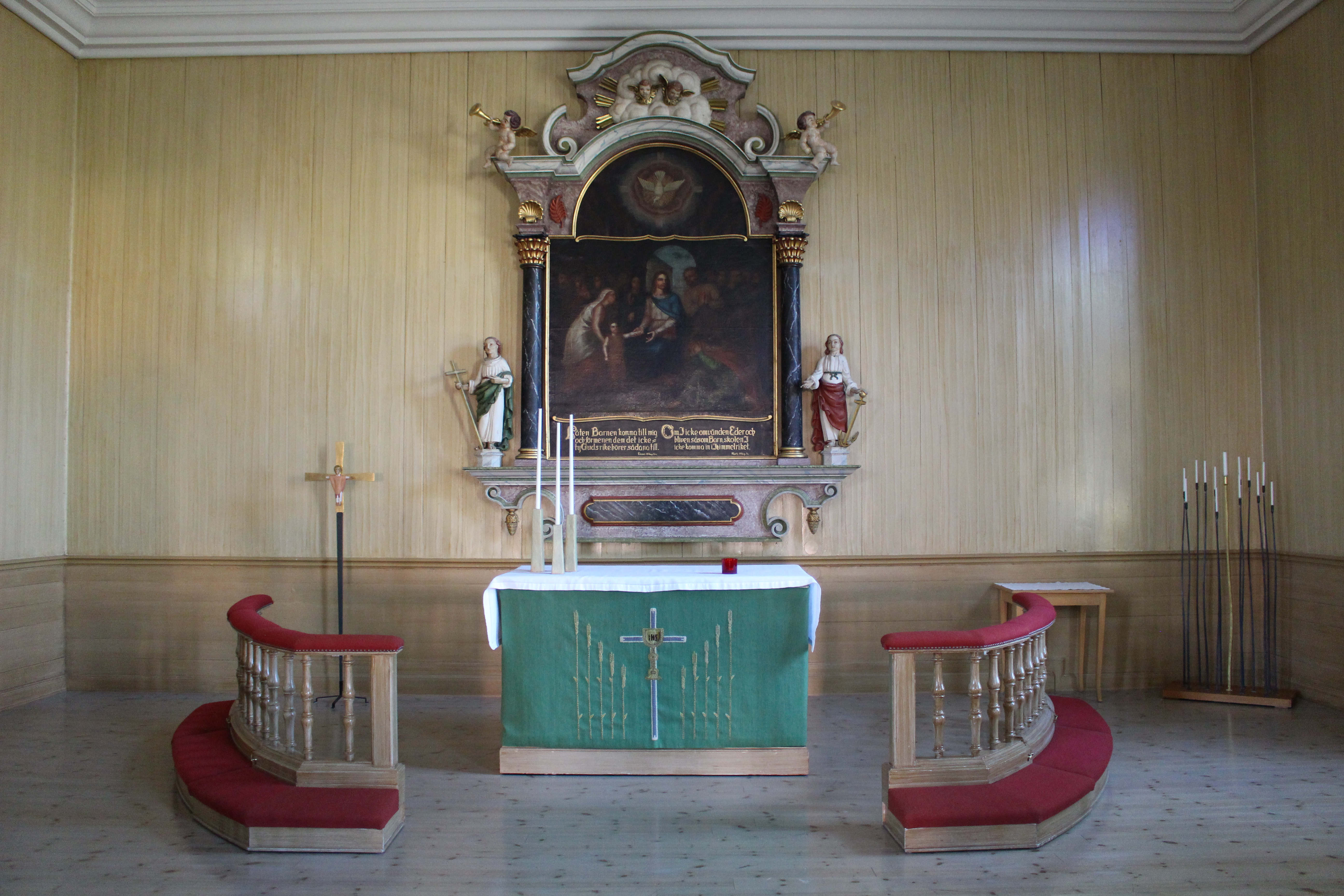
Kor och altare
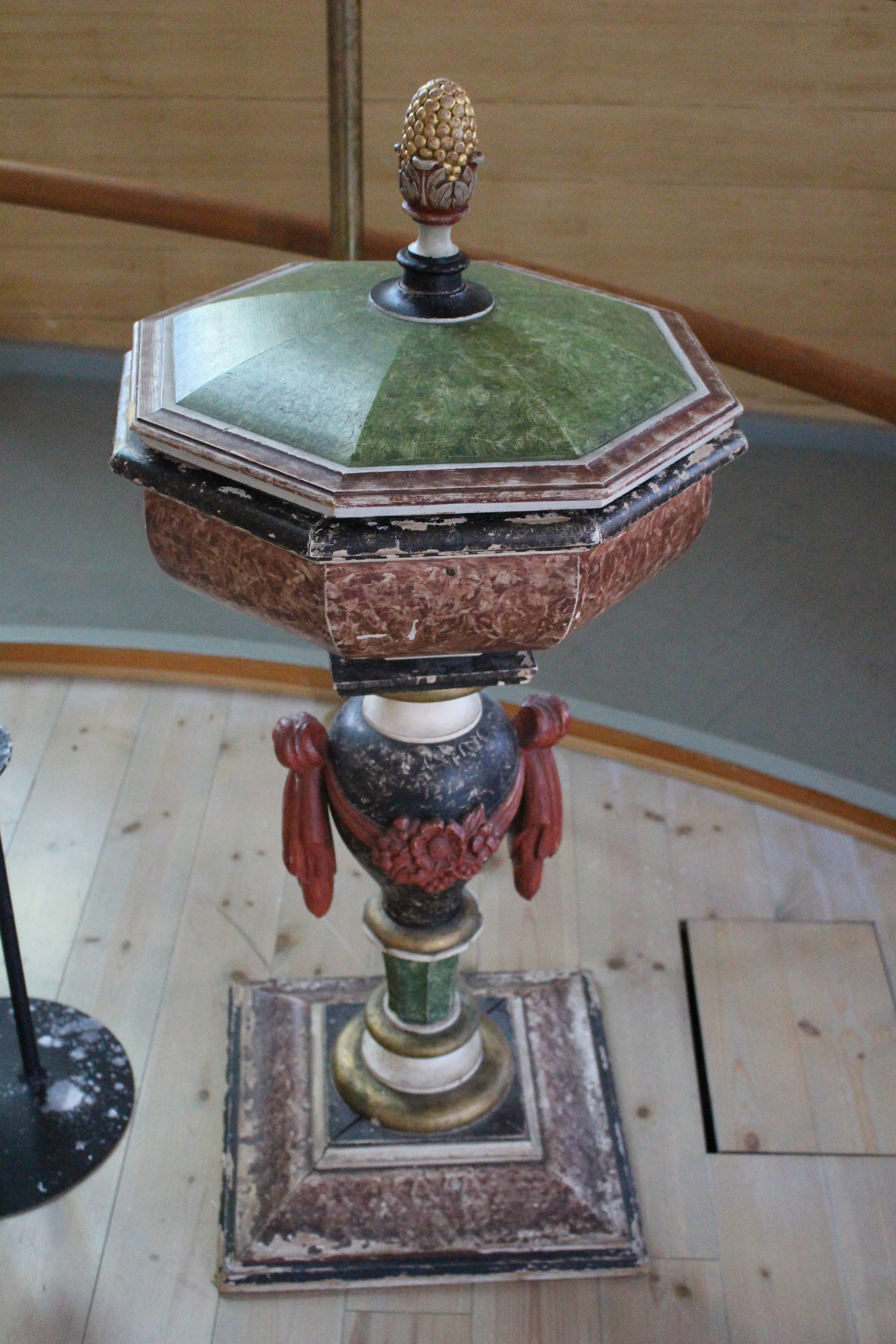
Dopfunt
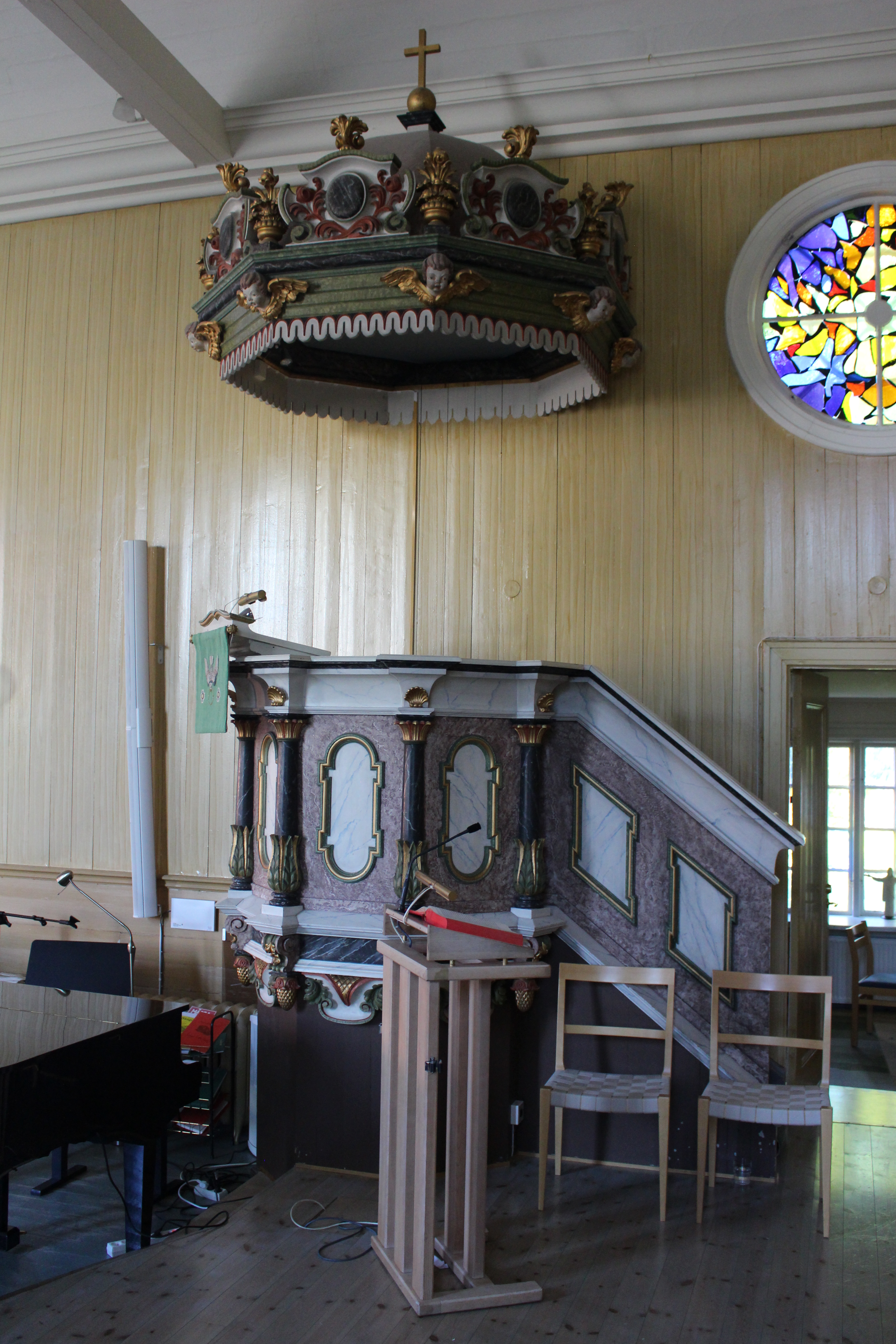
Predikstol
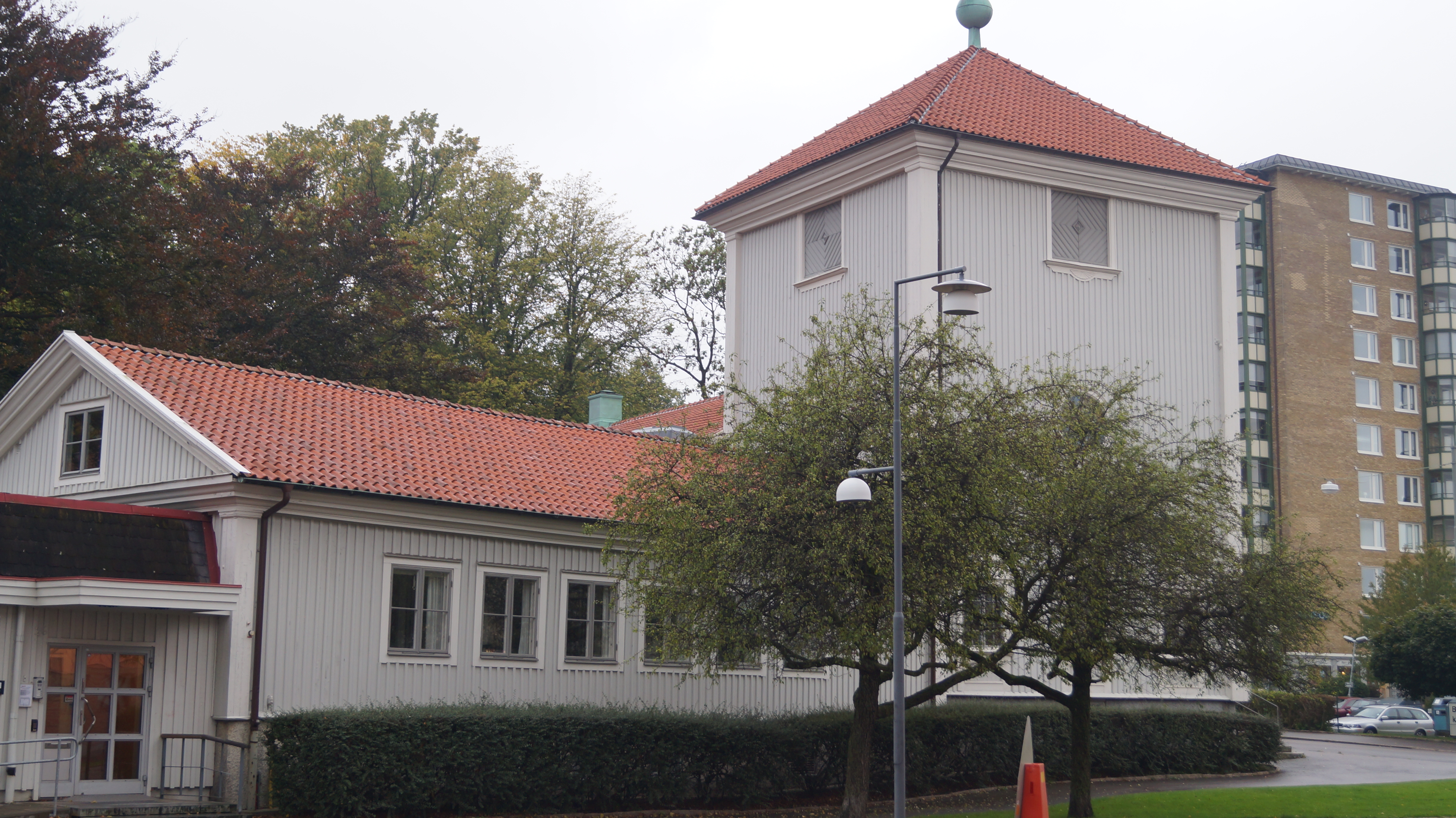
Kyrkan från sydost